# Feber (TV-program)
Feber var ett TV-program i Sveriges Television som visades i 10 avsnitt 1998 och sändes i SVT 1. Det riktade sig till 7-10-åringar och programledarna var i samma ålder. Programmet innehöll bus, gav tips och råd samt tog upp vanliga frågor bland barn. I programmet testade man även saker. I ett program testade de hamburgare på olika hamburgerrestauranger, till exempel Max och McDonald's. I programmet gjordes specialeffekter. Exempelvis stod barnen helt stilla och staden rörde på sig när de filmades framför en blå bakgrund.

## Avsnitt (urval)
Del 1: Om spindlar, skelett, kyrkogårdar och andra ruskigheter.
Del 2: Bestämda barn bestämmer vem som egentligen bestämmer.
Del 3: Önskedrömmar, mardrömmar och goda drömmar - ja, kakorna alltså. Dessutom skrivfrossa - dramatiseringar av barns egna historier.
Del 4: Varför måste man borsta tänderna? Varför måste man gå till skolan?
Del ?: Idag om pinsamheter, rampfeber, hettande öron och svettiga händer. Dessutom koras Magister Universum.
Del ?: Ett hett program om tjejkompisar och killkompisar, ridkillar och hockeytjejer. Idag också Nickolinas tips om hur man blir kompis med tuffa gänget.
Del ?: Smakar dillchips verkligen dill, och hur är det med chips med biff-med-löksmak? Allt är inte vad det ser ut att vara i dagens Feber.